# Balbino Giner García
Balbino Giner García (Valencia, 31 de agosto de 1910-Perpiñán, 1976) fue un pintor español.

## Biografía
Era hijo del artista fallero Balbino Giner Caballer. Estudió pintura en la Real Academia de Bellas Artes de San Carlos de Valencia, donde en 1931 obtuvo el primer premio y una pensión de la Diputación provincial. En 1934 estuvo pensionado por el gobierno de la II República para estudiar en la Academia Española de Bellas Artes de Roma. Se exilió tras la Guerra civil española, primero en Francia, y posteriormente en Bélgica, donde entabló una estrecha amistad con el pintor belga James Ensor y con Pablo Picasso. Finalmente se estableció en Perpiñán, donde falleció en 1976. 
Expuso en Valencia, Madrid, Barcelona, Roma, Florencia, Praga, Bruselas, Baltimore, San Francisco, Nueva York (Carnegie Institute), París, Montpellier, Prades (con ocasión del festival Casals) y, sobre todo, Perpiñán. En 2010 el ayuntamiento de Valencia realizó una retrospectiva sobre su obra.